# Малиновське сільське поселення (Томський район)
Мали́новське сільське поселення (рос. Малиновское сельское поселение) — сільське поселення у складі Томського району Томської області Росії.
Адміністративний центр — село Малиновка.
Населення сільського поселення становить 5391 особа (2019; 5280 у 2010, 5687 у 2002).

## Склад
До складу сільського поселення входять:
| Населений пункт       | Населення, осіб (2002) | Населення, осіб (2010) |
| --------------------- | ---------------------- | ---------------------- |
| Александровське, село | 969                    | 922                    |
| Зарічний, селище      | 561                    | 540                    |
| Малиновка, село       | 2499                   | 2247                   |
| Молодіжний, селище    | 1606                   | 1524                   |
| Москалі, присілок     | 36                     | 38                     |
| Ольговка, присілок    | 16                     | 9                      |